# 新甲乡
新甲乡，是中华人民共和国广西壮族自治区百色市靖西市下辖的一个乡镇级行政单位。

## 行政区划
新甲乡下辖以下地区：
仁龙村、甲赛村、孟求村、大进村、大甲村、大华村、多甲村、大荷村、龙臻村、新荣村、万吉村、复兴村、麻利村、弄那村、庞凌村、荷门村、念力村、峒平村和高美村。